# Дежан, Пьер Франсуа Эме Огюст
Пьер Франсуа Мари Огюст Дежан (фр. Pierre François Marie Auguste Dejean; 1780—1845) — французский военный деятель, дивизионный генерал (1824 год), барон (1808 год), граф (1824), участник революционных и наполеоновских войн, энтомолог.

## Биография
Старший сын от первого брака будущего генерала Жана-Франсуа-Эме Дежана (фр. Jean François Aimé Dejean) и его супруги Александрины-Мари-Элизабеты Ле Буше д'Айи (фр. Alexandrine Marie Élisabeth Le Boucher d'Ailly). Изучал медицину, проявлял большой интерес к орнитологии и энтомологии.
В 1795 году поступил на военную службу, и выполнял функцию адъютанта своего отца. 3 октября 1797 года был переведён в 8-ю линейную полубригаду. 6 мая 1800 года возвратился к обязанностям адъютанта отца.
23 сентября 1805 года произведён в командиры эскадрона 3-го драгунского полка. Участвовал в кампаниях 1805-07 годов. Отличился при Аустерлице и Эйлау. 13 февраля 1807 года получил звание полковника, и возглавил 11-й драгунский полк.
В 1808 году был переброшен в Испанию, а с 1810 года служил в рядах Армии Португалии. 6 августа 1811 года произведён в бригадные генералы, и 25 декабря 1811 года был поставлен во главе 3-й бригады 5-й дивизии тяжёлой кавалерии Великой Армии. 16 февраля 1812 года возглавил 2-ю бригаду той же дивизии. Участвовал в Русской кампании 1812 года, сражался при Островно, Витебске, Смоленске и Бородино.
С 6 февраля 1813 года командовал бригадой польских улан. 20 февраля 1813 года был назначен адъютантом Императора и исполнял эти обязанности его отречения. Принимал участие во всех ключевых сражениях Саксонской и Французской кампаний. С 6 августа 1813 года также командовал 1-й бригадой Почётной гвардии. 23 марта 1814 года произведён в дивизионные генералы.
После возвращения Императора с Эльбы, Дежан исполнял обязанности его первого адъютанта (с 21 марта по 21 июня 1815 года). Был назначен экстраординарным комиссаром в департаментах Сомма и Нор, после выполнения задания, вернулся в расположение армии. Участвовал в Бельгийской кампании, отличился в сражениях при Линьи и Ватерлоо.
При второй Реставрации Бурбонов был отстранён от должности и изгнан из страны ордонансом короля Людовика XVIII от 24 июля 1815 года. Дежан уехал в Германию. Затем он путешествовал по Штирии, Хорватии и Далмации, где собрал огромную коллекцию насекомых из тринадцати тысяч видов, наиболее полную в своё время.
В 1818 году его отец получил для Огюста разрешение вернуться во Францию.
14 июня 1824 года, после смерти отца, Огюст стал графом и членом Палаты пэров Франции. Он был членом либерального меньшинства, выступал в поддержку законов о выборах, о муниципальном праве, об отмене наследственного пэрства, о внутренней армии, о военных пенсиях, о кавалерии (он был назначен членом кавалерийского комитета в 1840 году) и о призыве в армию.
Тем временем, возобновив активную службу, он командовал кавалерией во время Антверпенской экспедиции в 1832 году.
Дежан также достиг значительных успехов в области энтомологии и именно в изучении жуков; занимаясь энтомологией с молодости, он даже военными походами пользовался для пополнения своих коллекций, путешествовал с той же целью, покупал и выменивал коллекции и составил величайшую коллекцию на материке Европы.
Дежан составил систематический каталог жуков (2 изд., Париж, 1833—1837); «Species générales des coléoptères» (П. 1825—1837) и «Iconographie des coléoptres d’Europe» (1829—1836).

## Воинские звания
- Младший лейтенант (5 августа 1796 года);
- Лейтенант (5 августа 1797 года);
- Капитан (2 января 1801 года);
- Командир эскадрона (23 сентября 1805 года);
- Полковник (13 февраля 1807 года);
- Бригадный генерал (6 августа 1811 года);
- Дивизионный генерал (23 марта 1814 года).

## Титулы

Герб барона.

- Барон Дежан и Империи (фр. baron Dejean et de l'Empire; декрет от 19 марта 1808 года, патент подтверждён 1 июня 1808 года в Байонне)[1];
- 2-й Граф Дежан (фр. comte Dejean; 12 мая 1824 года).

## Награды
Легионер ордена Почётного легиона (17 июля 1804 года)
 Офицер ордена Почётного легиона (11 июля 1807 года)
 Коммандан ордена Почётного легиона (3 ноября 1813 года)
 Великий офицер ордена Почётного легиона (9 января 1833 года)
 Знак Большого Орла ордена Почётного легиона (14 апреля 1844 года)
 Кавалер военного ордена Святого Людовика (5 сентября 1814 года)